# Minami Kamakura Kōkō Joshi Jitensha-Bu
Minami Kamakura Kōkō Joshi Jitensha-Bu (南鎌倉高校女子自転車部 lit. El club de ciclismo de la escuela secundaria Minami Kamakura?) es una serie de manga escrita e ilustrada por Noriyuki Matsumoto, serializada en la revista de manga shōnen Monthly Comic Blade de Mag Garden desde agosto de 2011. Ha sido compilado en 11 volúmenes tankōbon. Una adaptación a serie de anime se emitió entre el 7 de enero y el 25 de marzo de 2017.

## Sinopsis
La historia gira en torno a Hiromi Maiharu, una chica que se traslada desde Nagasaki a Kamakura. Comienza su nueva vida en Kamakura y, a pesar de que no había montado desde que era pequeña, va en bicicleta a su primer día en el instituto. De camino a la ceremonia de apertura del curso conoce a Tomoe Akitsuki, que le ayudará a entrenar para mejorar su habilidad en el ciclismo.

## Personajes
Hiromi Maiharu (舞春 ひろみ Maiharu Hiromi)
Seiyū: Reina Ueda
Natsumi Higa (比嘉 夏海 Higa Natsumi)
Seiyū: Natsumi Fujiwara
Tomoe Akitsuki (秋月 巴 Akitsuki Tomoe)
Seiyū: Yuki Hirose
Fuyune Kamikura (神倉 冬音 Kamikura Fuyune)
Seiyū: Natsumi Takamori
Sandy McDougal (サンディ・マクドゥガル Sandi Makudōgaru)
Seiyū: Emiko Takeuchi
Shiki Mori (森 四季 Mori Shiki)
Seiyū: Sayumi Watabe
Nagisa Mori (森 渚 Mori Nagisa)
Seiyū: Akari Kitō
Tsuru Kotobuki (寿 鶴 Kotobuki Tsuru)
Seiyū: Ai Kakuma
Korone Hōōji (鳳凰寺 コロネ Hououji Korone)
Seiyū: Yurika Kubo
Ryūko Kamikura (神倉 龍子 Kamikura Ryuuko)
Seiyū: Miyuki Ichijou
Yuika Akizuki (秋月 結花 Akizuki Yuika)
Seiyū: Yui Fukuo

## Medios de comunicación

### Manga
El manga está escrito e ilustrado por Noriyuki Matsumoto y ha sido serializado en la revista de manga shōnen Monthly Comic Blade de Mag Garden desde agosto de 2011. Ha sido compilado en 11 volúmenes tankōbon.

#### Volúmenes
| Volúmenes de manga publicados | Volúmenes de manga publicados | Volúmenes de manga publicados |
| Núm.                          | Fecha de publicación          | ISBN                          |
| ----------------------------- | ----------------------------- | ----------------------------- |
| 1                             | 10 de enero de 2012           | ISBN 978-4-86127-931-7        |
| 2                             | 10 de agosto de 2012          | ISBN 978-4-8000-0028-6        |
| 3                             | 9 de marzo de 2013            | ISBN 978-4-8000-0104-7        |
| 4                             | 10 de octubre de 2013         | ISBN 978-4-8000-0217-4        |
| 5                             | 3 de junio de 2014            | ISBN 978-4-8000-0319-5        |
| 6                             | 10 de diciembre de 2014       | ISBN 978-4-8000-0382-9        |
| 7                             | 10 de agosto de 2015          | ISBN 978-4-8000-0488-8        |
| 8                             | 9 de abril de 2016            | ISBN 978-4-8000-0554-0        |
| 9                             | 10 de enero de 2017           | ISBN 978-4-8000-0643-1        |
| 10                            | 10 de noviembre de 2017       | ISBN 978-4-8000-0730-8        |
| 11                            | 10 de diciembre de 2018       | ISBN 978-4-8000-0813-8        |

### Anime
Una adaptación a anime se emitió entre el 7 de enero y el 25 de marzo de 2017. El opening es "Jitensha ni Hana wa Mau" (自転車に花は舞う, lit. "Danzas de Flor con Bicis"), interpretado por la unidad de idols AŌP.
| Núm. | Título | Fecha de emisión      |
| ---- | --- | --------------------- |
| 1    | «¡Ceremonia de entrada!» «Nyūgakushiki!» (入学式！)                                                       | 7 de enero de 2017    |
| 2    | «¡A explorar Kamakura Go!» «Kamakura Tansaku ni Go!» (鎌倉探索にGo!)                                      | 14 de enero de 2017   |
| 3    | «¡Vamos a iniciar un club de ciclismo!» «Joshi Jitensha-bu, Hajimetemasu!» (女子自転車部、はじめてます！) | 21 de enero de 2017   |
| 4    | «¡No dejaré que te lleves a Natsumi-chan!» «Natsumi-chan wa Watasanai yo!» (夏海ちゃんは渡さないよ！)     | 28 de enero de 2017   |
| 5    | «¿Elegir una bicicleta es difícil?» «Jitensha o Erabu no wa Muzukashī?» (自転車を選ぶのは難しい？)        | 4 de febrero de 2017  |
| 6    | «¡Primera carrera!» «Hajimete no Rēsu!» (はじめてのレース！)                                              | 11 de febrero de 2017 |
| 7    | «¿Qué puedo hacer?» «Watashi ni wa Dekiru Koto wa?» (わたしにはできることは？)                            | 18 de febrero de 2017 |
| 8    | «¡Todos juntos!» «Min'na to Issho ni!» (みんなと一緒に！)                                                 | 25 de febrero de 2017 |
| 9    | «¡¿Un desafío de Oso-san?!» «Kuma-san Kara no Chōsen-jō!?» (クマさんからの挑戦状！？)                     | 4 de marzo de 2017    |
| 10   | «¡Vamos a ir en un viaje!» «Rin kō de Ikou!» (輪行で行こう！)                                             | 11 de marzo de 2017   |
| 11   | «Las bicicletas, son extrañas» «Jitensha tte, Fushigi» (自転車って、ふしぎ)                               | 18 de marzo de 2017   |
| 12   | «El camino continúa» «Michi wa Madamada Tsuzuiteru» (道はまだまだつづいてる)                              | 25 de marzo de 2017   |
| OVA  | «¡Estamos en Taiwán!» «Kita yo, Taiwan!!» (来たよ、台湾!!)                                                | 15 de mayo de 2017    |